# Suctobelbila
Suctobelbila är ett släkte av kvalster. Suctobelbila ingår i familjen Suctobelbidae.

## Dottertaxa tillSuctobelbila, i alfabetisk ordning[1]
- Suctobelbila approximata
- Suctobelbila baderi
- Suctobelbila cornuta
- Suctobelbila densipunctata
- Suctobelbila dentata
- Suctobelbila elizabethae
- Suctobelbila endroedyyoungai
- Suctobelbila excavata
- Suctobelbila fissurata
- Suctobelbila fonticula
- Suctobelbila globulifera
- Suctobelbila hauseri
- Suctobelbila kiyosumiensis
- Suctobelbila longitudinalis
- Suctobelbila margaritata
- Suctobelbila minima
- Suctobelbila multituberculata
- Suctobelbila neonominata
- Suctobelbila penniseta
- Suctobelbila peruensis
- Suctobelbila pocsi
- Suctobelbila popovi
- Suctobelbila pulchella
- Suctobelbila punctillata
- Suctobelbila quinquenodosa
- Suctobelbila scutata
- Suctobelbila sexnodosa
- Suctobelbila spicata
- Suctobelbila squamosa
- Suctobelbila suctobelboides
- Suctobelbila transrugosa
- Suctobelbila tripartita
- Suctobelbila tuberculata
- Suctobelbila undulata
- Suctobelbila waterhouseri